# خنوسية
الخنوسية هي إحدى القرى اللبنانية من قرى قضاء صيدا في محافظة الجنوب.